# 辽宁理工职业大学
辽宁理工职业大学是一所位于中华人民共和国辽宁省锦州市的职业本科大学。

## 历史沿革
2003年，学校转制为锦州商务职业学院。2010年2月，学校更名为辽宁理工职业学院。2019年12月，学校升格为本科高校。2020年6月，学校更名为辽宁理工职业大学。